# Rebelstar
Rebelstar – turowa gra strategiczna stworzona przez Juliana Gollopa, późniejszego twórcy takich gier jak Laser Squad czy UFO: Enemy Unknown. To druga gra w serii Rebelstar i pierwsza oferująca grę przeciwko przeciwnikowi komputerowemu. Gra doczekała się edytora RebelStar - The Map Editor.

## Rozgrywka
Gra oferuje potyczkę na jednej mapie "Moonbase Delta" – jest to baza na księżycu. Sama walka w Rebelstar odbywa się w turach. Są 2 strony konfliktu "Raider" oraz "Defender". Gracz dowodzi grupą żołnierzy i robotów, która musi pokonać przeciwników (drugi gracz ewentualnie broni bazę przed atakiem) i zniszczyć komputer ISAAC. Każdy członek drużyny posiada własny sprzęt, od broni (na wyposażeniu są zarówno bronie palne, jak i ręczne light sabre) poprzez inne przedmioty. Możliwość ruchu każdego żołnierza zależy od posiadanych punktów akcji - każda czynność, jak chodzenie, strzelanie czy używanie przedmiotów wymaga użycia odpowiedniej ich ilości. Samo strzelanie ma kilka trybów, różniących się celnością i użyciem punktów akcji. Kosmiczna baza jest zabezpieczona różnymi śluzami, czy robotami-strażnikami. W grze zabrakło możliwości zapisu stanu gry.

## Przyjęcie gry
Gra dostała dobre oceny w prasie – Crash przyznał jej 93%, magazyn Your Sinclair zaś umieścił na 2. miejscu na liście The Offical Game Top 100 Of All Time z roku 1991, a sami czytelnicy tego magazynu na miejscu 32. na liście z 1993.